# Colle Poverella
Colle Poverella este o arie protejată (arie specială de conservare — SAC, sit de importanță comunitară — SCI) din Italia întinsă pe o suprafață de 190 ha, integral pe uscat.

## Localizare
Centrul sitului Colle Poverella este situat la coordonatele 39°05′15″N 16°33′12″E / 39.0875°N 16.553333°E.

## Înființare
Situl Colle Poverella a fost declarat sit de importanță comunitară în septembrie 1995 pentru a proteja 2 specii de animale. Situl a fost protejat și ca arie specială de conservare în aprilie 2016.

## Biodiversitate
Situată în ecoregiunea mediteraneană, aria protejată conține 3 habitate naturale: Păduri de pin (sub-) mediteraneene cu pini negri endemici, Liziere de ierburi înalte hidrofile de câmpie și de nivel montan până la alpin, Păduri aluvionare cu Alnus glutinosa și Fraxinus excelsior (Alno-Padion, Alnion incanae, Salicion albae).
La baza desemnării sitului se află mai multe specii protejate:
- amfibieni (1): Bombina pachypus
- mamifere (1): lupul (Canis lupus)

Pe lângă speciile protejate, pe teritoriul sitului au mai fost identificate 13 specii de plante, 2 specii de amfibieni, 2 specii de mamifere, 2 specii de nevertebrate.